# Os d'Or
L'Os d'Or (Goldener Bär en alemany) és el premi més prestigiós que es concedeix en el Festival Internacional de Cinema de Berlín a la millor pel·lícula.

## Pel·lícules guanyadores
| Any  | Pel·lícula                                                                             | Director                 | País                      |
| ---- | -------------------------------------------------------------------------------------- | ------------------------ | ------------------------- |
| 1952 | Hon dansade en sommar                                                                  | Arne Mattsson            | Suècia                    |
| 1953 | Le Salaire de la peur                                                                  | Henri-Georges Clouzot    | França i Itàlia           |
| 1954 | Hobson's Choice                                                                        | David Lean               | Regne Unit                |
| 1955 | Die Ratten                                                                             | Robert Siodmak           | Alemanya                  |
| 1956 | Invitation To The Dance                                                                | Gene Kelly               | Estats Units              |
| 1957 | Dotze homes sense pietat (12 Angry Men)                                                | Sidney Lumet             | Estats Units              |
| 1958 | Maduixes silvestres (Smultronstället)                                                  | Ingmar Bergman           | Suècia                    |
| 1959 | Les Cousins                                                                            | Claude Chabrol           | França                    |
| 1960 | El Lazarillo de Tormes                                                                 | César Ardavin            | Espanya                   |
| 1961 | La notte                                                                               | Michelangelo Antonioni   | Itàlia                    |
| 1962 | A Kind of Loving                                                                       | John Schlesinger         | Regne Unit                |
| 1963 | Il Diavolo                                                                             | Gian Luigi Polidoro      | Itàlia                    |
| 1964 | Susuz Yaz                                                                              | Metin Erksan             | Turquia                   |
| 1965 | Alphaville, une étrange aventure de Lemmy Caution                                      | Jean-Luc Godard          | França / Itàlia           |
| 1966 | Cul de sac (Cul-de-Sac)                                                                | Roman Polanski           | Regne Unit                |
| 1967 | Le Départ                                                                              | Jerzy Skolimowski        | Bèlgica                   |
| 1968 | Ole dole doff                                                                          | Jan Troell               | Suècia                    |
| 1969 | Rani Radovi                                                                            | Želimir Žilnik           | Iugoslàvia                |
| 1970 | -                                                                                      | -                        | -                         |
| 1971 | El jardí dels Finzi Contini (Il giardino dei Finzi Contini)                            | Vittorio De Sica         | Itàlia / Alemanya         |
| 1972 | Els contes de Canterbury (I Racconti di Canterbury)                                    | Pier Paolo Pasolini      | Itàlia                    |
| 1973 | Distant Thunder                                                                        | Satyajit Ray             | Índia                     |
| 1974 | The Apprenticeship of Duddy Kravitz                                                    | Ted Kotcheff             | Canadà                    |
| 1975 | Adopció                                                                                | Márta Mészáros           | Hongria                   |
| 1976 | Buffalo Bill and the Indians                                                           | Robert Altman            | Estats Units              |
| 1977 | The Ascent                                                                             | Larisa Shepitko          | Unió Soviètica            |
| 1978 | Las truchas                                                                            | José Luis García Sánchez | Espanya                   |
| 1978 | Ascensor                                                                               | Tomás Muñoz              | Espanya                   |
| 1978 | Las palabras de Max                                                                    | Emilio Martínez Lázaro   | Espanya                   |
| 1979 | David                                                                                  | Peter Lilienthal         | Alemanya                  |
| 1980 | Heartland                                                                              | Richard Pearce           | Estats Units              |
| 1980 | Palermo or Wolfsburg                                                                   | Werner Schroeter         | Alemanya                  |
| 1981 | Deprisa, deprisa                                                                       | Carlos Saura             | Espanya                   |
| 1982 | L'ansietat de Veronika Voss (Die Sehnsucht der Veronika Voss)                          | Rainer Werner Fassbinder | Alemanya                  |
| 1983 | Ascendancy                                                                             | Edward Bennett           | Regne Unit                |
| 1983 | La colmena                                                                             | Mario Camus              | Espanya                   |
| 1984 | Love Streams                                                                           | John Cassavetes          | Estats Units              |
| 1985 | Die Frau und der Fremde                                                                | Rainer Simon             | Alemanya                  |
| 1985 | Wetherby                                                                               | David Hare               | Regne Unit                |
| 1986 | Stammheim                                                                              | Reinhard Hauff           | Alemanya Occidental       |
| 1987 | The Theme                                                                              | Gleb Panfilov            | Unió Soviètica            |
| 1988 | Red Sorghum                                                                            | Zhang Yimou              | Xina                      |
| 1989 | Rain Man                                                                               | Barry Levinson           | Estats Units              |
| 1990 | La capsa de música (Music Box)                                                         | Costa-Gavras             | Estats Units              |
| 1990 | Skřivánci na niti                                                                      | Jiří Menzel              | Txecoslovàquia            |
| 1991 | La casa del sorriso                                                                    | Marco Ferreri            | Itàlia                    |
| 1992 | Grand Canyon                                                                           | Lawrence Kasdan          | Estats Units              |
| 1993 | Woman Sesame Oil Maker                                                                 | Xie Fei                  | Xina                      |
| 1993 | The Wedding Banquet                                                                    | Ang Lee                  | Taiwan / Estats Units     |
| 1994 | En el nom del pare (In the Name of the Father)                                         | Jim Sheridan             | Regne Unit / Irlanda      |
| 1995 | L'Appât                                                                                | Bertrand Tavernier       | França                    |
| 1996 | Sentit i sensibilitat (Sense and Sensibility)                                          | Ang Lee                  | Estats Units / Regne Unit |
| 1997 | L'escàndol de Larry Flynt (The People vs. Larry Flynt)                                 | Miloš Forman             | Estats Units              |
| 1998 | Central do Brasil                                                                      | Walter Salles            | Brasil                    |
| 1999 | The Thin Red Line                                                                      | Terrence Malick          | Estats Units              |
| 1999 | The Tic Code                                                                           | Gary Winick              | Estats Units              |
| 2000 | Magnolia                                                                               | Paul Thomas Anderson     | Estats Units              |
| 2001 | Intimacy                                                                               | Patrice Chéreau          | Regne Unit                |
| 2002 | El viatge de Chihiro (Sen to Chihiro no Kamikakushi)                                   | Hayao Miyazaki           | Japó                      |
| 2002 | Bloody Sunday                                                                          | Paul Greengrass          | Regne Unit / Irlanda      |
| 2003 | In This World                                                                          | Michael Winterbottom     | Regne Unit                |
| 2004 | Gegen die Wand (en alemany) Duvara Karşı (en turc)                                     | Fatih Akin               | Alemanya / Turquia        |
| 2005 | U-Carmen e-Khayelitsha                                                                 | Marc Dornford-May        | Sud-àfrica                |
| 2006 | Grbavica                                                                               | Jasmila Žbanić           | Bòsnia i Hercegovina      |
| 2007 | Tuya's Marriage                                                                        | Wang Quan'an             | Xina                      |
| 2008 | Tropa de elite                                                                         | José Padilha             | Brasil / Argentina        |
| 2009 | La teta asustada                                                                       | Claudia Llosa            | Espanya / Perú            |
| 2010 | Bal                                                                                    | Semih Kaplanoğlu         | Turquia                   |
| 2011 | Nader i Simin, una separació (Jodaeiye Nader az Simin) (Nader And Simin, A Separation) | Asghar Farhadi           | Iran                      |
| 2012 | Cesare deve morire                                                                     | Paolo i Vittorio Taviani | Itàlia                    |
| 2013 | Poziţia copilului                                                                      | Călin Peter Netzer       | Romania                   |
| 2014 | Bai Ri Yan Huo (Black Coal, Thin Ice)                                                  | Diao Yinan               | Xina                      |
| 2015 | Taxi Teheran                                                                           | Jafar Panahi             | Iran                      |
| 2016 | Fuocoammare                                                                            | Gianfranco Rosi          | Itàlia                    |
| 2017 | Testről és lélekről (On Body and Soul)                                                 | Ildikó Enyedi            | Hongria                   |
| 2018 | Nu mă atinge-mă (Touch me not)                                                         | Adina Pintilie           | Romania                   |
| 2019 | Synonymes                                                                              | Nadav Lapid              | França / Israel           |
| 2020 | El mal no existeix (There Is No Evil)                                                  | Mohammad Rasoulof        | Iran                      |
| 2021 | Babardeală cu bucluc sau porno balamuc                                                 | Radu Jude                | Romania                   |
| 2022 | Alcarràs                                                                               | Carla Simón              | Països Catalans           |